# Gentiana atlantica
Gentiana atlantica là một loài thực vật có hoa trong họ Long đởm. Loài này được Litard. & Maire mô tả khoa học đầu tiên năm 1924.